# Danzers Armee-Zeitung
Danzers Armee-Zeitung war eine wöchentlich erscheinende österreichische Militärzeitung, die zwischen 5. Oktober 1899 und 23. Jänner 1919 in Wien erschien. Sie enthielt die Beilage Offiziers-Schachzeitung und wurde bei Braumüller verlegt.

## Geschichte
Vorgänger von Danzers Armee-Zeitung war die von Alfons Danzer (1842–1899) gegründete Neue Armee-Zeitung (1896 bis 1898). Dessen Sohn Carl Maria Danzer (1875–1936) führte die Zeitung dann unter neuem Namen bis 1919 fort. Ihr Nachfolger war die Oesterreichische Wehrzeitung (1920 bis 1938).